# Paterno (téléfilm)
Pour plus de détails, voir Fiche technique et Distribution.
Paterno est un téléfilm américain réalisé par Barry Levinson, diffusé aux États-Unis le 7 avril 2018 sur HBO.

## Synopsis
L'histoire de Joe Paterno, le légendaire entraîneur de football américain des Nittany Lions de Penn State, qui, en 2011, est soupçonné d'avoir protégé l'ancien entraîneur-adjoint Jerry Sandusky, accusé d'attouchements sexuels et de viols sur des garçons mineurs pendant une quinzaine d'années, dans le but de protéger la réputation de l'institution au détriment des victimes.
Sali dans les médias, Paterno est finalement renvoyé, comme d'autres personnalités haut placées de l'université dont le président Graham, par le conseil d'administration de Penn State.

## Fiche technique
- Titre original et français : Paterno
- Réalisation : Barry Levinson
- Scénario : Debora Cahn, John C. Richards et David McKenna
- Montage :
- Musique : Evgueni Galperine et Sacha Galperine
- Photographie : Marcell Rév
- Sociétés de production : Levinson/Fontana, HBO Films et Sony Pictures Television
- Société de distribution : HBO (États-Unis)
- Pays d'origine :  États-Unis
- Langue originale : anglais
- Format : couleur
- Genre : drame, biographie
- Durée : 1h45
- Dates de diffusion à la télévision : 
  - États-Unis : 7 avril 2018
  - France : 9 juillet 2018 sur OCS

## Distribution
| - Al Pacino (VF : José Luccioni) : Joe Paterno - Riley Keough (VF : Laure Sagols) : Sara Ganim (en) - Kathy Baker (VF : Frédérique Cantrel) : Sue Paterno - Greg Grunberg (VF : Pierre Tessier) : Scott Paterno - Annie Parisse (VF : Marion Valantine) : Mary Kay Paterno - Ben Tyler Cook : Aaron Fisher - Peter Jacobson (VF : Vincent Violette) : David Newhouse - Jim Johnson : Jerry Sandusky - Tom Kemp (VF : Philippe Dumond) : Graham Spanier - Steve Coulter : Tim Curley - Darren Goldstein : Mike McQueary | - Tess Frazer : Andrea - John D'Leo : Daniel - Kristen Bush (VF : Pauline Moingeon-Vallès) : Dawn Fisher - Ben Cook : Aaron Fisher - Nicholas Sadler (VF : Cédric Ingard) : Todd - Sean Cullen : Dan McGinn - Celia Au : Cathy - Jack DiFalco : Randy - William Hill : Tom Bradley - Sergio Joachim : Webb - Tess Soltau (VF : Flora Brunier) : Juliet - Michael Mastro (VF : Yann Guillemot) : Guido d'Elia |

- Version française
  - Studio de doublage : Chinkel[1]
  - Direction artistique : Christèle Wurmser